# Slađana Kilibarda
Slađana Kilibarda (Zagreb, 11. septembar 1968) je pozorišna, radijska i televizijska rediteljka.

## Biografija
Nakon gimnazije diplomirala je na zagrebačkom PMF-u biologiju te je radila kao srednjoškolski profesor i bavila se dramskom pedagogijom.
Godine 1999. upisala je pozorišnu režiju na Fakultetu dramskih umetnosti u Beogradu, u klasi profesora Egona Savina i Ivane Vujić, gdje je i diplomirala. Bavila se savremenim plesom, a od 1995. godine je članica Zagrebačkog glumačkog studija u kome se, uz pomoć braće Vajevec, upoznaje sa glumačkom metodom Lija Strazberga.
Bila je lektor za hrvatski i srpski jezik na filmu i u pozorištu, a za RTS je režirala novogodišnji spot-foršpan, dok je za produkcijsku kuću Cyber radila castinge za reklamne spotove.
U pozorišnom časopisu SCENA(broj 2/2006.g.) objavila je dramaturšku bilješku dramskog teksta mlade dramatičarke Milice Konstantinović „Četiri asa“, a u časopisu za pozorišnu umetnost TEATRON (broj 152/153 2010.g.) , prikaz knjige „ DIJALOZI O GAVELLI“ pod nazivom „Ogledna rasprava“.
Potpisuje scenografiju za predstave "Ler" , "Priča o Džipsiju Trolmanu", "Zbogom Žohari", "Ne moš pobeć od nedelje", "Moje bivše, moji bivši", "Kako je tata osvojio mamu","Ko nema u vugla gugla" ,"Nisam kriv, što sam živ" , "Pitam se pitam koliko sam bitan" , "Bog masakra" , "Budite na stendbaju", te sveukupni vizuelni identitet predstave "Ja od jutra nisam stao". Nagrađena je za scenografije predstava "Zbogom Žohari" , "Moje bivše,moji bivši" i "Ko nema u vugla gugla".
Od marta 2011.do marta 2015. obavljala je funkciju umjetničkog savjetnika u NP „Toša Jovanović“ u Zrenjaninu.
U martu 2016. nagrađena poveljom "Vitomir Bogić" za DOPRINOS RADIOFONIJI (dramski program RTS-a).
Režija Velikog školskog časa / "Nisam kriv, što sam živ" Đorđe Milosavljević, Šumarice, Kragujevac, 21.10. 2018.g.
Režija konceptualne kazališno-turističke akcije "Ilegala u Zagrebu I" Nataša Puškar, Zagreb,6.4.2019.g. , "Ilegala u Zagrebu II" "
26.10.2019.g. "Ilegala u Zagrebu III" 26.-28.11.2021.g.
Režija manjinskog radio romana Simo Mraović : " Konstantin Bogobojazni " ; produkcija Nataša Puškar/VSNMZG, ZPC, Zagreb, 13.4.2023.g.
Predstave i radio drame su do sada učestvovale na 38 festivala,a sveukupno su nagrađene sa 38 nagrada/ 20 za glumu, 10 za najbolju predstavu,3 za najbolju scenografiju, te po jedna za najbolju režiju, kostim, scenski pokret, doprinos razvoju pozorišne umetnosti i doprinos radiofoniji. Učestvovala je u žirijima međunarodnih i regionalnih pozorišnih festivala